# Justus Lipsius

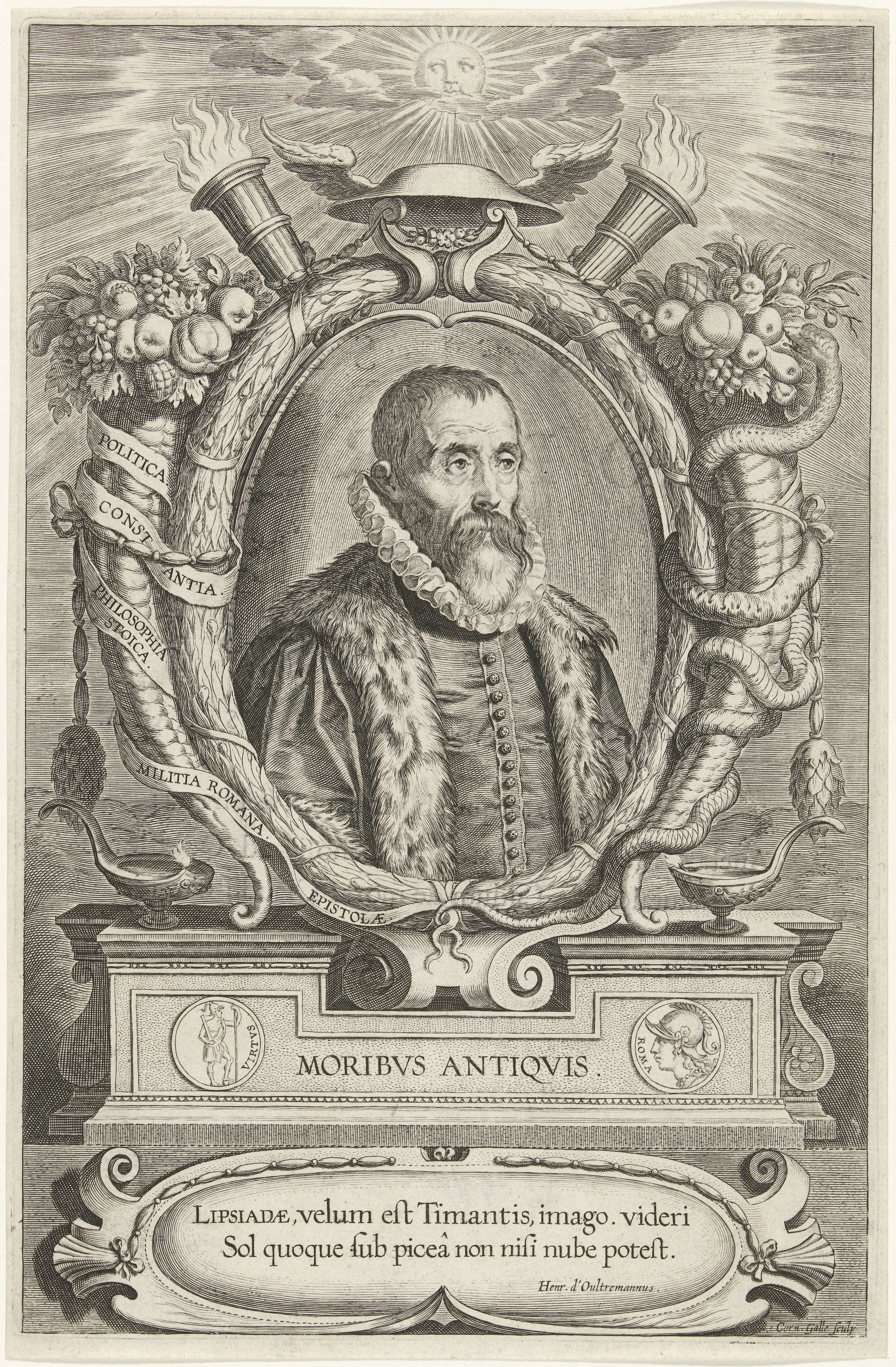
Justus Lipsius

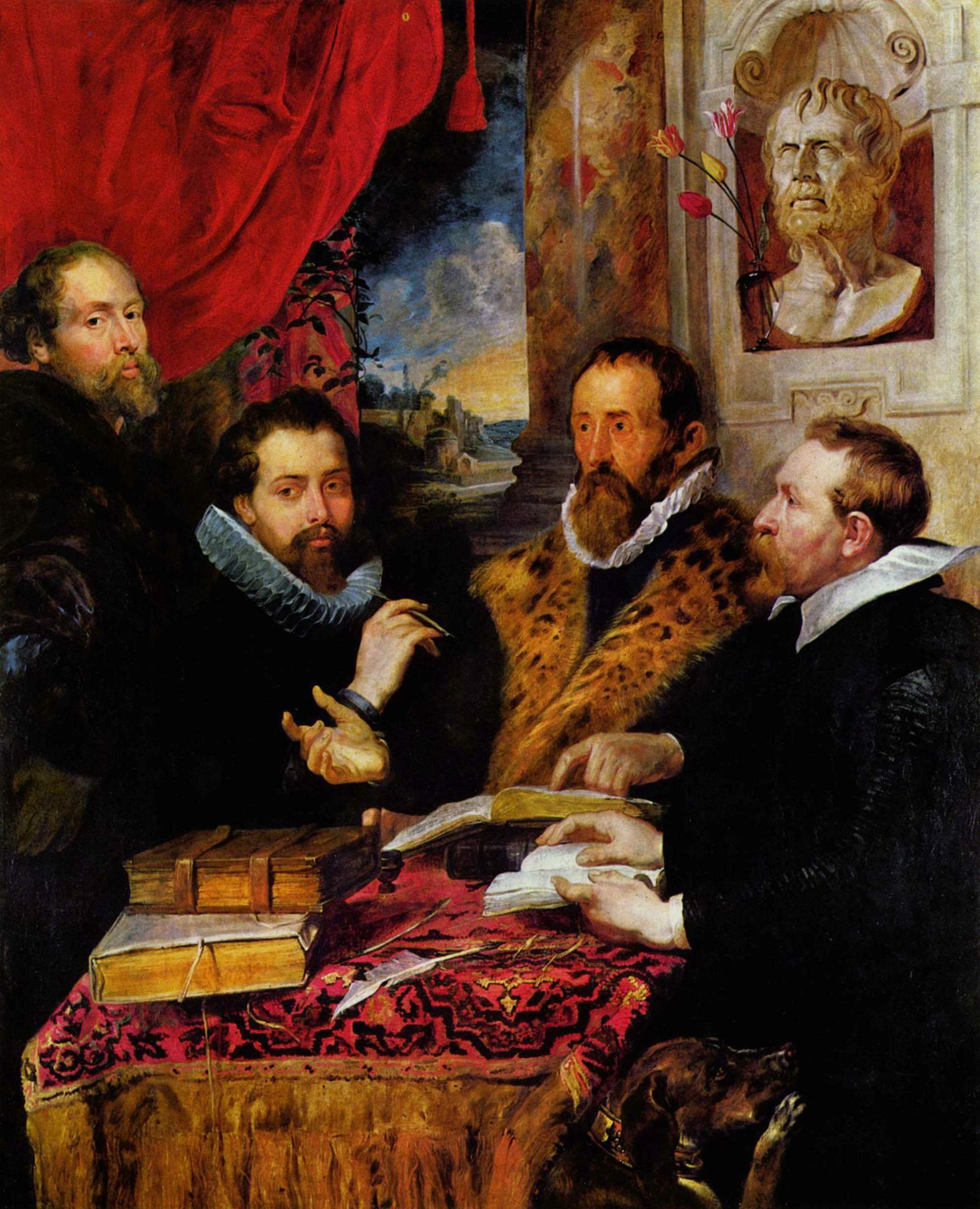
Justus Lipsius (2. von rechts) zusammen mit seinem Schüler Jan van der Wouwere (ganz rechts) sowie den beiden Brüdern Peter Paul und Philipp Rubens (2. von links)

Justus Lipsius (eigentlich Joest Lips; * 18. Oktober 1547 in Overijse; † 23. März 1606 in Löwen) war ein flämischer Philosoph und Philologe sowie Militärwissenschaftler.

## Leben
Justus Lipsius war der Sohn des königlichen Magistratsbeamten in Brüssel Aegidius (Gilles) Lipsius († 1565) und dessen Ehefrau Isabella Durieu († 1565). Der Mönch und Humanist Martin Lipsius war sein Großonkel väterlicherseits.
Nach dem Schulbesuch in Brüssel und Ath studierte er ab 1559 auf dem Jesuitenkolleg in Köln. Nachdem sich Lipsius hier immer intensiver mit dem Eintritt ins Kloster beschäftigte, schickte ihn sein Vater an die Universität Löwen. Ab 1563 studierte Lipsius dort Jura, interessierte sich aber immer mehr für die Humaniora. Löwen war zu dieser Zeit das Zentrum der späthumanistischen niederländischen Philologie.
Da seine Familie sehr wohlhabend war, konnte sich Lipsius ab 1565, nach dem Tod seines Vaters, frei von wirtschaftlicher Not ganz der Forschung widmen.
Da er sein erstes Werk Variarum lectionum libri II dem Kardinal Antoine Perrenot de Granvelle widmete, konnte Lipsius diesen als Mäzen gewinnen. Der Kardinal nahm Lipsius 1567 als Sekretär mit nach Rom und machte ihn dort u. a. mit den Humanisten Paulus Manutius und Marcus Antonius Muretus bekannt. Während seines zweijährigen Aufenthalts studierte Lipsius auch an der Vatikanischen Bibliothek.
1569 kehrte Lipsius nach Löwen zurück. 1570 begab er sich auf eine Studienreise, die ihn zunächst nach Wien führte, wo er mit den Humanisten um Kaiser Maximilian II. bekannt wurde. Er reiste weiter durch Böhmen, Sachsen und Thüringen und nahm 1572 einen Ruf als Professor für Beredsamkeit und Geschichte an der lutherischen Universität Jena an. Aus unbekannten Gründen verließ er Jena bereits 1573 wieder und ging nach Köln. Dort heiratete er noch im selben Jahr Anna van den Calstere, die Witwe des Tuchhändlers Hendrik Lottyns.
Ab 1576 hielt Lipsius in Löwen Vorlesungen. Nach dem Sieg von Don Juan de Austria über die Generalstaaten am 31. Januar 1578 ging er, da seine katholische Rechtgläubigkeit angezweifelt wurde, nach Antwerpen, später ins kalvinistische Leiden. Dort wurde er 1578 an den Lehrstuhl für Geschichte berufen. Im Folgejahr wechselte er an den Lehrstuhl für Geschichte und Jura. Neben Isaac Casaubon und Joseph Justus Scaliger wurde Lipsius zum führenden Philologen dieser protestantischen Universität. Zudem war er in den Jahren 1579–1581 sowie 1587–1589 Rektor der Alma Mater.
1581 verhöhnte er seine Kritiker mit einem Pasquill nach dem Vorbild der antiken menippeischen Satire; die Schmähschrift trug den Titel Satyra Menippea: Somnium, sive lusus in nostri aevi criticos. Sie brachte ihm bei Wenigen amüsierten Beifall, bei Vielen dagegen verstärkte Gegnerschaft ein. 1589 veröffentlichte er Politicorum sive civilis doctrinae libri sex. Im dritten Kapitel des vierten Buchs mit der Überschrift De una religione stellte er die konfessionelle Geschlossenheit eines Staates als Ideal dar und forderte die Fürsten und Obrigkeiten auf, der öffentlichen Ausübung abweichender Glaubensrichtungen mit staatlichen Gewaltmitteln zu begegnen. Das machte ihn, der formell immer noch Katholik war, in Leiden unhaltbar. Im Frühjahr 1590 reiste er unter Vorgabe von gesundheitlichen Gründen zum Kurort Spa, von dort aber weiter nach Mainz und Lüttich.
Nach seiner öffentlichen Aussöhnung mit der katholischen Kirche (1591 in Mainz) bekam er aus allen katholischen Staaten Lehrstühle angeboten; sogar Papst Clemens VIII. wollte ihn in den Vatikan holen. Lipsius entschied sich für seine Heimat Löwen und lehrte ab 1592 dort als Professor für Geschichte. Als solcher wurde er vom spanischen König Philipp II. zum Hofhistoriographen ernannt. Ende der 1590er Jahre entdeckte er die Wachtendonckschen Psalmen, einen der ältesten altniederländischen Texte.
Durch Erzherzog Albrecht erhielt er den Titel eines Staatsrates.
Im Alter von 58 Jahren starb Justus Lipsius am 23. März 1606 in Löwen.

## Werk

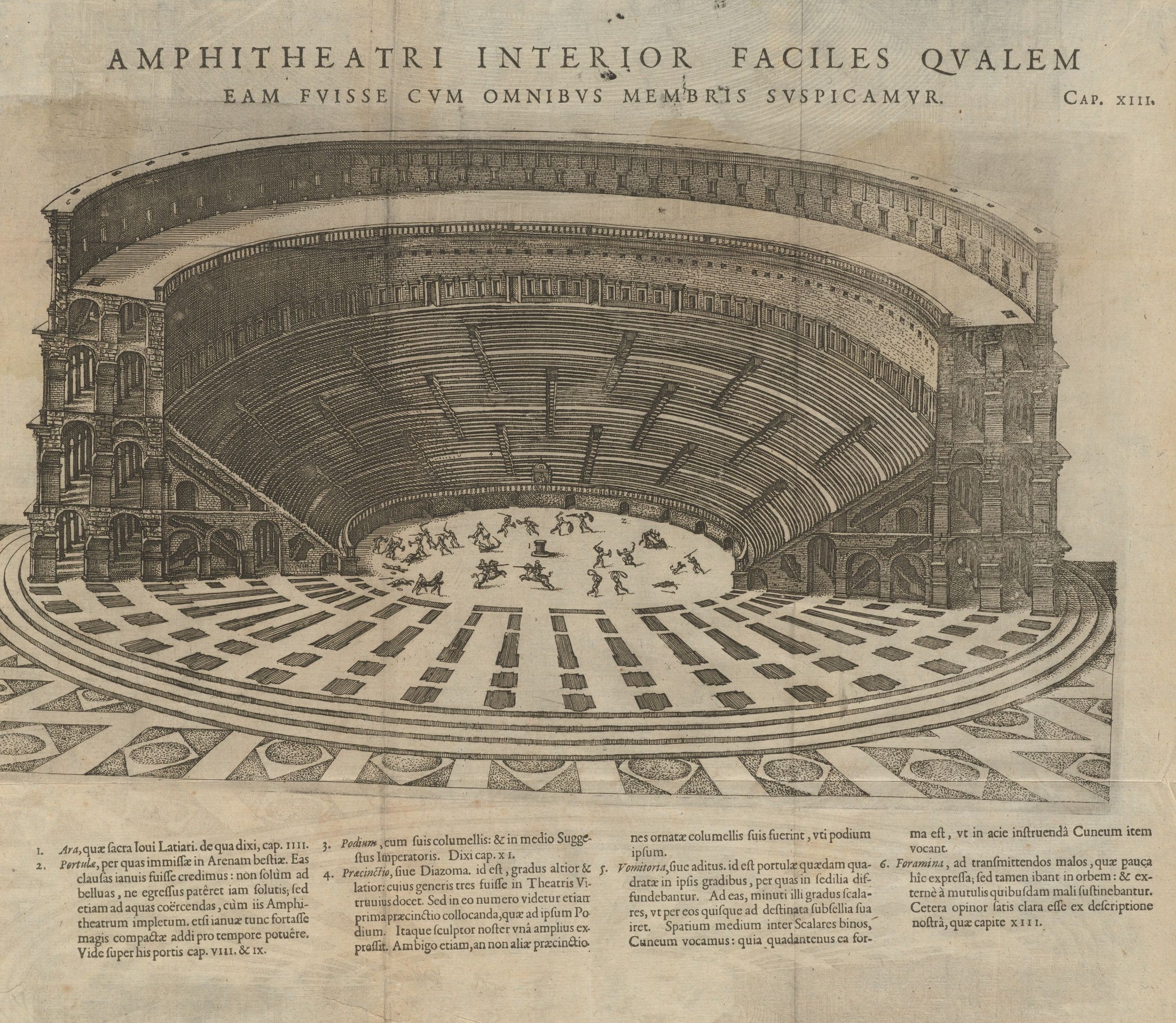
Illustration aus einer Ausgabe von Lipsius’ De Amphitheatro Liber, ca. 1590

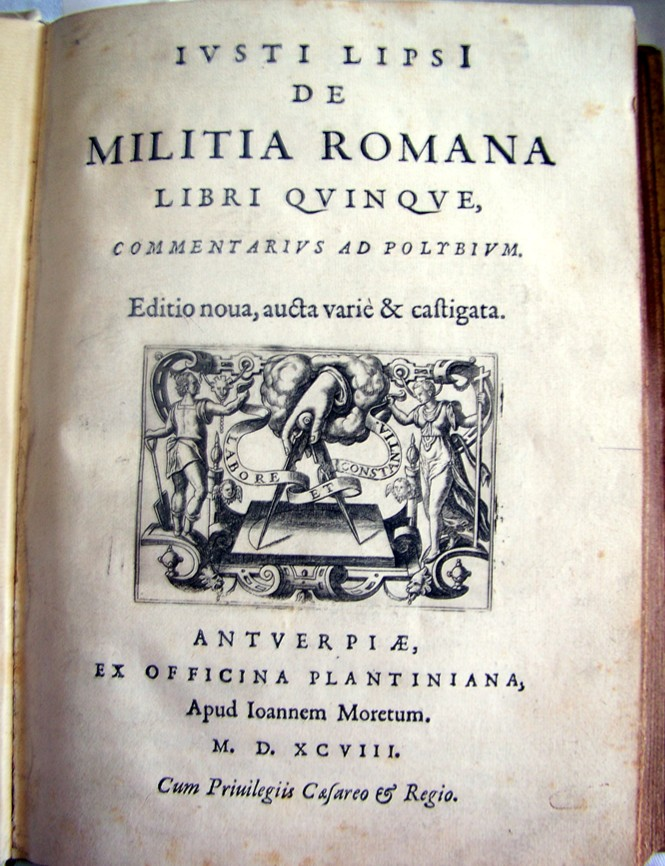
Titelseite von De Militia Romana (Über das römische Militärwesen), erschienen in Antwerpen 1598

Neben Erasmus von Rotterdam gilt Lipsius als der bedeutendste Epistolograph des Humanismus. Er stand nicht nur mit vielen bedeutenden Zeitgenossen in Briefwechsel, sondern arbeitete gleichzeitig – entgegen dem herrschenden Ciceronianismus – an einer Stillehre, die sich an der brevitas des Tacitus orientierte. Durch beides wirkte er stilbildend für seine Zeit. Seine Briefe wurden von ihm selbst (Leiden 1586–90, 2 Bände) und von Pieter Burman (Amsterdam 1725, 5 Bände) gesammelt.
Weiterhin arbeitete Lipsius an der Edition wichtiger antiker Texte. Bekannt wurde er, als er die erste kritische Tacitus-Werkausgabe veröffentlichte (Antwerpen 1574, Neuauflagen 1581, 1585, 1588); weitere Editionen machen die historischen Schriften von Livius (1579), Caesar (1585) und Velleius Paterculus (1591) zugänglich. Weitere Verdienste erwarb er sich besonders durch die Kritik lateinischer Texte, vorzugsweise aus der silbernen Latinität. In dieser Beziehung sind seine Leistungen zu Plautus, Nonius, Velleius Paterculus, Valerius Maximus, Seneca und Plinius hervorzuheben.
Sein Schreibstil im Lateinischen ist eine Verschmelzung der archaistischen Latinität mit der von Apuleius, Tertullian, Cyprian und Arnobius. Dies hatte nach Ansicht verschiedener Wissenschaftler einen negativen Einfluss auf den Stil der nachfolgenden Philologen. Anderen gilt Lipsius dagegen als vorbildlicher Stilist und Prototyp des neuzeitlichen „Tacitismus“.
Neben der Editionstätigkeit ist Lipsius mit einer Reihe philosophischer Schriften hervorgetreten. Sein Werk „De constantia in malis publicis libri duo“ (Antwerpen 1584), eine dialogische Abhandlung über die Standhaftigkeit, überträgt wichtige Elemente der stoischen Lehre in die zeitgenössische Gegenwart, um Trost und Beständigkeit in Krisenzeiten zu spenden. Dem unterhaltsam gefassten Werk war großer Erfolg beschieden und es hat unter anderem Einfluss auf das barocke Trauerspiel genommen, dessen Märtyrerfiguren sich in ihrem Ideal der Standhaftigkeit an der Abhandlung zu orientieren scheinen. Spätere Veröffentlichungen („Manuductio ad Stoicam Philosophiam“ und „Physiologiae stoicorum“) versuchen, die stoische Lehre noch systematischer darzustellen. Die „Politicorum libri“ (1589) stellen die politisch-ethische Lehre vor, sind ein wichtiger Grundstein für die moderne Staatslehre und gelten als Wegbereiter des Absolutismus.
Daneben verfasste er unter anderem: „Epistolicarum quaestionum libri V“ (Antwerpen 1577). Seine „Opera omnia“ erschienen zu Antwerpen (1585, 8 Bde.), vollständiger zu Wesel (1675, 4 Bde.).
Im Jahre 1588 korrespondierte Michel de Montaigne mit Lipsius, der Montaigne den „französischen Thales“ nannte.
Durch seine Schriften zum Militärwesen, in denen er die Notwendigkeit stehender Heere nachwies, begründete er die Verwissenschaftlichung des Kriegswesens.

## Ehrungen
- 1853 wurde ihm in Löwen ein Denkmal errichtet.
- Das Hauptgebäude der geisteswissenschaftlichen Fakultät der Universität Leiden ist benannt nach Lipsius.[4]
- Im Gedenken an ihn trägt das Justus-Lipsius-Gebäude in Brüssel, in dem der Rat der Europäischen Union tagt, seinen Namen.

## Schriften (Auswahl)
- De Constantia Libri Duo, Qui alloquium praecipue continent in Publicis malis. Apud Christophorum Plantinum, Antverpiae 1584, (online); (weitere online-Fassung); Tertia editio, melior & notis auctior. Apud Christophorum Plantinum, Antverpiae 1586, (online); Apud Nicolaum Lescuyer, sub Scuto Argenteo 1615, (online).
- Politicorum sive Civilis Doctrinae Libri Sex. Leiden, 1589.
  - Erste deutsche Ausgabe: Von Unterweisung zum Weltlichen Regiment oder, Von Bürgerlicher Lehr, Sechs Bücher. Amberg, 1599.
- De bibliothecis syntagma. Antwerpen, 1602.
- Manuductionis ad Stoicam Philosophiam Libri Tres, L. Annaeo Senecae, aliisque scriptoribus illustrandis. Antwerpen, 1604.
- Annaei Senecae Philosophi Opera, Quae Existant Omnia, A Iusto Lipsio emendata, et Scholiis illustrata. Antwerpen, 1605.
- Diva Virgo Hallensis. Antwerpen, 1605.
- I. Lipsi monita et exempla politica. Amsterdami 1630 (Digitalisat)
- Fasciculus ... Opusculorum Passionem Crucemque Dominicam Ex Antiquitate & Philologia Illustrantium. vander Smissen, Dusseldorpii 1730. Digitalisierte Ausgabe der Universitäts- und Landesbibliothek Düsseldorf
- Pieter Burmann (Hrsg.): Sylloge epistolarum a viris illustribus scriptarum. Apud Samuelem Luchtmans, Leidae 1727. Band 1 Lipsius' Briefe, Digitalisierte Ausgabe der Universität Mannheim
- Pieter Burmann (Hrsg.): Sylloge epistolarum a viris illustribus scriptarum. Apud Samuelem Luchtmans, Leidae 1727. Band 2 Lipsius' Briefe, Digitalisierte Ausgabe der Universität Mannheim

## Ausgaben und Übersetzungen
- Florian Neumann (Hrsg.): Justus Lipsius: De constantia. Von der Standhaftigkeit (= Excerpta classica 16). Dieterich’sche Verlagsbuchhandlung, Mainz 1998, ISBN 3-87162-046-7 (lateinischer Text und deutsche Übersetzung)
- Jan Waszink (Hrsg.): Justus Lipsius: Politica. Six books of politics or political instruction. Van Gorcum, Assen 2004, ISBN 90-232-4038-3.
- Wolfgang Weber (Hrsg.): Justus Lipsius: De Militia Romana Libri Quinque. De Constantia Libri Duo. Olms-Weidmann, Hildesheim 2002, ISBN 3-487-11469-0 (Nachdruck der Ausgaben Antwerpen 1602 bzw. 1605 mit Einleitung)